# Abomination (hudební skupina)
Abomination (v překladu z angličtiny ohavnost) je americká death/thrash metalová kapela založená v roce 1987 ve městě Chicago na severovýchodě státu Illinois. Mezi zakladatele skupiny patřili bubeník Aaron Nickeas, kytarista Chaz Baker a zpěvák a baskytarista Mike Pahl. Později se členem kapely stal Paul Speckmann.
Debutové stejnojmenné studiové album vyšlo roku 1990.

## Diskografie

### Demo nahrávky
- Demo 1 (1988)
- Abomination (1989)

### Studiová alba
- Abomination (1990)
- Tragedy Strikes (1991)

### EP
- The Final War (1999)
- Live in Germany (live EP, 2018)

### Kompilace
- Curses of the Deadly Sin (1999)
- Abomination / Tragedy Strikes (2011)
- Demos (2012)

### Live alba
- Suicidal Dreams - Official Live Bootleg (2017)

### Split nahrávky
- Master / Abomination (1990) – split s kapelou Master